# فيلبوا (أين)
فيلبوا (بالفرنسية: Villebois)‏ هي بلدية فرنسية تقع في إقليم الأين في فرنسا. رمز إنسي لها هو:1444. أما الرمز البريدي لها فهو: 1150.